# Andres Ehin
Andres Ehin (Tallinn 1940. március 13. – 2011. december 10.) észt költő, író és műfordító.

## Élete
Andres Ehin szülei Oroszországból származtak, de németül beszélő evangélikus iskolákba jártak. 1921-ben az észt állampolgárságot választották. Az észt, a német és az orosz nyelvet egyformán, a franciát mint idegen nyelvet beszélték. Andres Ehin apja az adóigazgatás vezetője volt, az édesanyja fordítóként dolgozott az újonnan alapított Észt Külügyminisztériumban.
Andres Ehin az érettségi megszerzése után a finnugor nyelveket tanulta a Tartui Egyetemen. 1964-től 1965-ig tanított. 1964 és 1972 között számos észt kulturális folyóirat szerkesztője volt. 1974 óta szabadúszó íróként dolgozott. 1968-tól 1989-ig az SZKP tagja volt. Észtország függetlenségének visszaszerzése után elsősorban az Észt Zöld Mozgalom érdekében kampányolt.
A verseiben erősen támaszkodott a szürrealizmusra . Ezen felül a spanyol modernizmus és az expresszionizmus adott lendületet a munkáinak. Számos észt irodalmi díjat nyert.

### Családja
1975. október 3-án feleségül vette Ly Seppel írót és fordítót. Gyermekeik: Piret, Kristiina (költő) és Eliisa.

## Művei

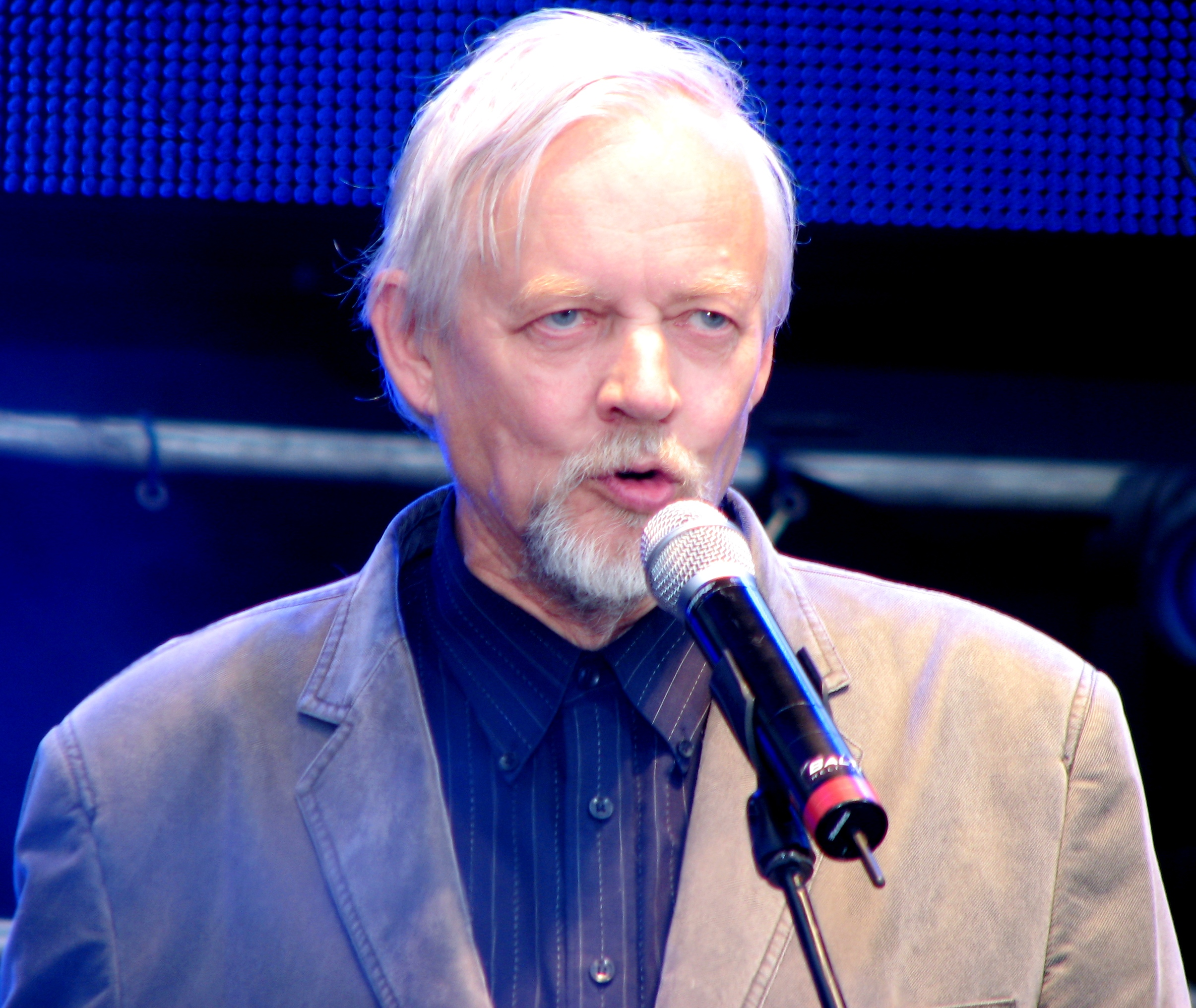
2010. május 8-án Tallinnban

### Versek
- Hunditamm (1968)
- Uks Lagendikul (1971)
- Luba linnukesel väljas jaurata (1977)
- Vaimusõõrmed (1979)
- Tumedusi Ruebaten (1988)
- Täiskuukeskpäev (1990)
- Täiskuukeskpäev. Valitud luuletusi 1959–1988 (antológia, 1990)
- Teadvus on ussinahk (1995)
- Alateadvus alatasa purjuson (antológia, 2000)
- Paluteder ja mutrikorjaja (műfordításokat is tartalmaz, 2004)

### Prózai művek
- Karske õhtupoolik (1972) Lembit Vahak álnév alatt
- Ajaviite peerud lähvad lausa lõkendama (novellák, 1980)
- Rummu Jüri mälestused (regény, 1996))
- Seljatas sada man (1998, regény, 1998))
- Tagaaetav (2000)

Ezen kívül számos művet fordított: észt német, angol, orosz, francia és szölkup nyelvről. Ly Seppellel közösen törökről és grúzról is fordítottak. 1984-ben a feleségével együtt történeteket fordított Az Ezeregyéjszaka meséiből észt nyelvre.

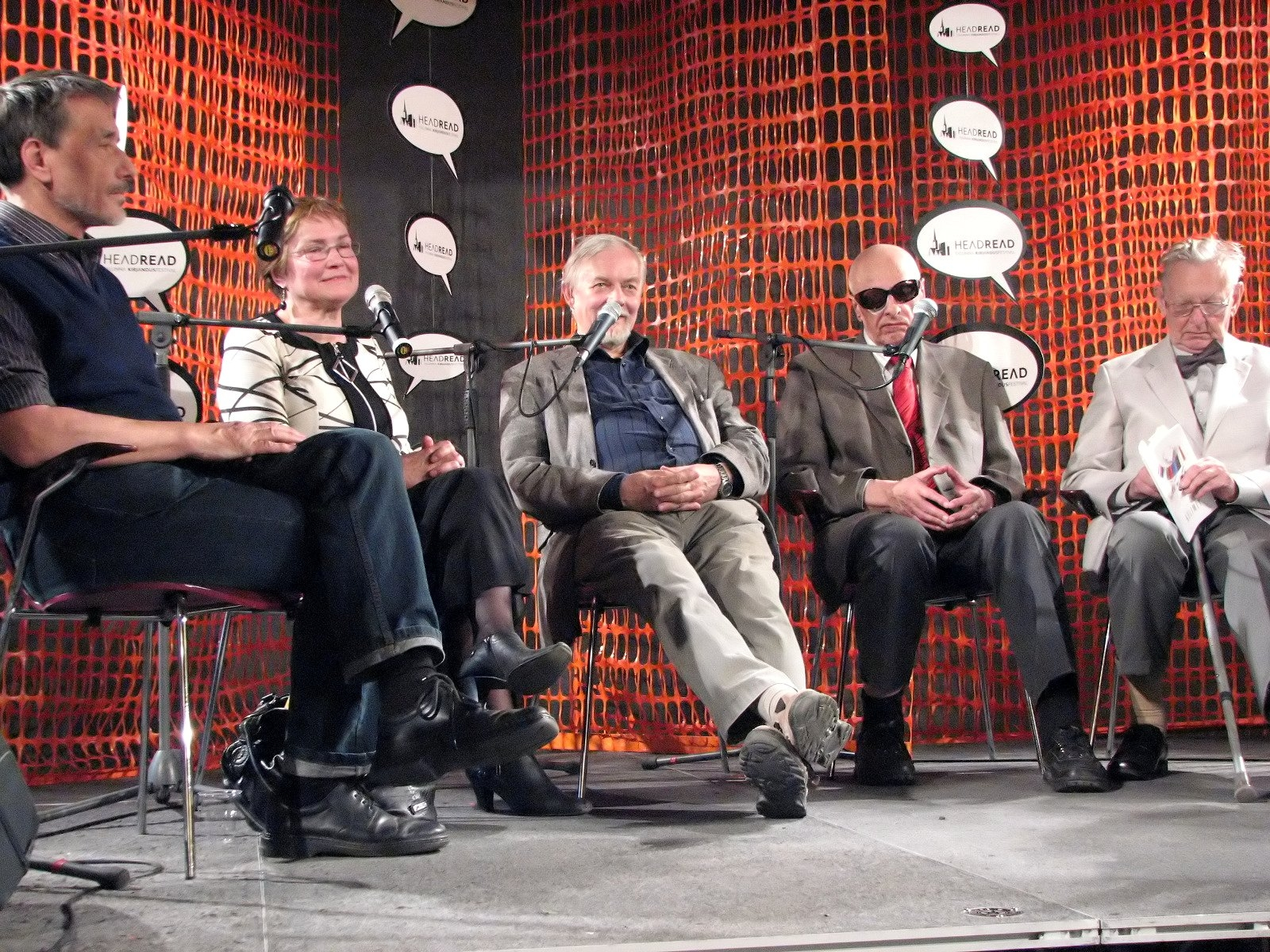
A „kazettanemzedék” tagjaival (2011)

## Díjai, elismerései
- A Looming magazin éves díja (1994)
- A Kulturális Alapítvány Irodalmi díja (1996)
- Ponkala Alapítvány-díj a „Kaarsild” finn költészeti válogatás fordításáért (1988)
- Az Észt Köztársaság kulturális díja az (2001)
- A Fehér Csillag érdemrend IV. osztálya (2002)

## Fordítás
- Ez a szócikk részben vagy egészben  az   Andres Ehin című német Wikipédia-szócikk ezen változatának fordításán alapul.  Az eredeti cikk szerkesztőit annak laptörténete sorolja fel. Ez a jelzés csupán a megfogalmazás eredetét és a szerzői jogokat jelzi, nem szolgál a cikkben szereplő információk forrásmegjelöléseként.